# Pocahontas
Pocahontas (rozená Matoaka, známá jako Amonute; cca 1596 – březen 1617) byla americká indiánka, která byla důležitá svojí asociací s koloniálními osadníky v Jamestownu ve Virginii. Pocahontas byla dcerou Powhatana, náčelníka kmenů Tsenacommacah, zahrnující území Tidewater. Podle velmi známé historické anekdoty zachránila život anglického osadníka Johna Smitha před indiány v roce 1607 tím, že si lehla na jeho hruď, když měl být popraven. Většina historiků o pravdivosti tohoto příběhu pochybuje.
Pocahontas byla unesena Angličany a držena za výkupné během anglo-indiánské nepřátelské akce v roce 1613. V zajetí konvertovala ke křesťanství a přijala jméno Rebecca. Když měla možnost vrátit se mezi své lidi, raději chtěla zůstat mezi Angličany. V dubnu 1613 ve věku sedmnácti let se provdala za majitele tabákových plantáží Johna Rolfa a v lednu 1615 mu porodila syna, Thomase Rolfa.
V roce 1616 s ním odjela do Londýna. Pocahontas byla představena zdejší společnosti jako příklad vznešené divošky, aby lidé více investovali do Jamestownské osady. Stala se z ní něco jako celebrita, byla elegantní a navštěvovala divadlo ve Whitehall Palace. V roce 1617 se Rolfovi vydali na cestu do Virginie, ale Pocahontas z neznámých příčin zemřela ve věku 20–21 let. Byla pohřbena v George's Church v Gravesendu v Anglii, ale přesná poloha jejího hrobu není známa.
Nespočet míst, lučin a produktů v USA jsou pojmenovány po ní. Během let byl její příběh romantizován a stala se objektem různého umění, literatury a filmu. Mnoho slavných lidí tvrdilo, že jsou potomky jejího syna Thomase, jelikož pocházeli z prvních rodin ve Virginii, např. první dáma Edith Wilson, americký westernový herec Glenn Strange, umělec z Las Vegas Wayn Newton a astronom Percival Lowell.

## Mládí
Rok narození Pocahontas není přesně znám, ale spousta historiků se přiklání k tomu, že to bylo okolo roku 1596. V knize In A True Relation of Virginia John Smith uvádí, že ji poznal na jaře roku 1608 a mohlo jí být zhruba deset let. V dopise napsaném roku 1616 zase uvádí, že v té době jí mohlo být dvanáct až třináct let.
Pocahontas byla dcera náčelníka Powhatana, vůdce kmenů Tsenacommacah, aliance asi třiceti skupin indiánů mluvících algonquianskými jazyky. Jméno a původ její matky není znám, ale nejspíše byla z nižších stavů. Kolonista Henry Spelman, který žil mezi Powhatany jako tlumočník, zaznamenal, že náčelníci měli většinou mnoho žen, které jim porodily děti. Po porodu pak byly matky poslány na místo původu a tam se o ně i s dítětem starali, dokud si nenašly nového manžela. Podle tradičních historek matka Pocahontas zemřela již v jejím dětství. Podle ústně předávaných příběhů mezi lidmi v rezervaci Mattaponi, kteří jsou potomky Powhatanů, se říká, že matka Pocahontas byla Powhatanova první manželka a Pocahontas dostala jméno po ní.
Dětství Pocahontas se nejspíše lišilo od dětství ostatních dívek v Tsenacommacahu. Byla učena ženským pracím, jako například hledání potravy, farmaření a hledání materiálů, z nichž by se daly stavět domy. Když povyrostla, nejspíše pomáhala ostatním soukmenovcům s domácností a chystala jídla na velké hostiny. Zatímco obsluhovala na těchto hostinách, seznámila se s Johnem Smithem, který byl v tu dobu zadržen. V té době byla zaslíbena Mamanatowickovi, vůdci jiného kmene.

### Jména
Podle kolonisty Williama Stratcheyho byla Pocahontas její dětská přezdívka, kterou si vysloužila svou hravou a nenechavou povahou. William Stith, historik z 18. století, říká, že její původní jméno bylo Matoax a Indiáni ho později změnili na Pocahontas, což mělo symbolizovat její odvážnost při komunikaci s Angličany, i když jí bylo nejspíše od nich ublíženo.
Její křesťanské jméno Rebecca bylo nejspíše symbolické gesto; byla pojmenována podle Rebeky z knihy Genesis, která byla jako matka Jákoba a Ezaua také matkou dvou národů, nebo odlišných lidí. Pocahontas, jako členka kmene Powhatanů, která se provdala za Angličana, byla sama o sobě svými současníky vnímána jako potenciální matriarchální postavou dvou odlišných národů.

### Tituly
Pocahontas byla považována v populární kultuře za princeznu. V roce 1841, William Watson Waldron z Trinity College v Dublinu publikoval knihu Pocahontas, americká princezna a další poemy, kde hlásal, že Pocahontas byla jediná přeživší dcera krále. Podle všeho ale princeznou nikdy nebyla a ani její rodinné postavení by titulu princezny neodpovídalo.

## Potomci a odkaz
Pocahontas a její manžel John Rolfe měli jedno dítě, Thomase Rolfa, který se narodil v lednu 1615. Následující rok rodina odjela do Londýna.
Pocahontas a její otec, náčelník Powhatanů, mají mnoho potomků, včetně Edith Bolling Galt Wilsonové, ženy Woodrowa Wilsona; amerického herce Glenna Strange, umělce z Las Vegas Wayne Newtona, který pochází z prvních rodin usazených ve Virginii. Dalšími potomky jsou George Wythe Randolph, admirál Richard E. Byrd a guvernér Virginie Harry F. Byrd.
V roce 1907 byla první původní Američankou vyznamenanou tím, že byla vyobrazována na poštovních známkách. V roce 2000 byla uznána za jednu z nejvýznamnějších žen v dějinách Virginie.
V červenci 2015, byl kmen Pamunkey, kteří jsou potomky Powhatanů, federálně uznán jako kmen patřící do Virginie.

## Odrazy v kultuře
- John Clarke Bowman vydal v roce 1973 román Powhatan's Daughter (v českém překladu Rubín je krví mého srdce).
- Studio Walt Disney její životní příběh v roce 1995 zpracovalo jako klasický animovaný celovečerní film Pocahontas. Na něj pak navázalo v roce 1998 pokračování Pocahontas 2: Cesta domů. Děj obou snímků však není historicky věrohodný.
- Německý spisovatel Arno Schmidt (1914–1979) po ní nazval svou knihu „Jezerní krajina s Pocahontas“ (Seelandschaft mit Pocahontas, 1953)
- Postava Pocahontas vystupuje i v romanticko-dobrodružném snímku Nový svět (USA, VB 2005).[2]
- Autorka Mari Hanesová napsala knihu Pocahontas s podtitulem Indiánská princezna. Na ni navazuje pokračování Dvě mocné řeky s podtitulem syn pocahontas